# 天下第一招
《天下第一招》，是一部描寫楊吳招慈濟師姊的真實人生電視劇，於2021年10月7日進行開拍。飾演女主角之一的李佳豫與飾演男主角之一的李運慶在現實生活中曾是情侶關係，在分手6年後再度合作擔任男女主角並且飾演夫妻，讓該劇上檔前引起不少話題。
該劇由楊貴媚、檢場 、臧芮軒、許仁、李佳豫、李運慶、華千涵等實力派演員領銜主演，於2022年6月27日在大愛電視台於20:00首播（八點檔）。

## 播出時間
以下時間以當地時間（台灣時間）為準

### 電視
| 頻道                            | 所在地               | 播映日期                       | 播映時間                  |
| ------------------------------- | -------------------- | ------------------------------ | ------------------------- |
| 大愛電視台 （數位頻道同步播出） | 台灣                 | 2022年6月27日－2022年8月5日    | 20:00-20:48播出（無廣告） |
| 大愛海外台                      | 與大愛電視台同步播出 | 2022年6月27日－2022年8月5日    | 20:00-21:00播出（含廣告） |
| 台灣電視台                      | 台灣                 | 2024年12月2號開播-2025年1月9日 | 每週一至五 晚間八點       |

### 網路首播
| 頻道                | 備註                 | 播映日期                    | 播映時間                  |
| ------------------- | -------------------- | --------------------------- | ------------------------- |
| Yahoo!TV            | 與大愛電視台同步播出 | 2022年6月27日－2022年8月5日 | 20:00-20:48播出（無廣告） |
| YouTube大愛網路劇場 | 與大愛電視台同步播出 | 2022年6月27日－2022年8月5日 | 20:00-20:48播出（無廣告） |

## 劇情簡介
楊吳招（楊貴媚 飾）是一位佛教慈濟基金會的慈濟師姊。
楊吳招是八零年代高雄五金產業三大金釵之一，是九零年代慈濟師兄姐心中的「母啊～」，也是千禧年後，人人敬重的慈善阿嬤，從古早艱難的社會環境一路走到現代社會，再苦也不忘胸懷慈悲，即便貧富都能不改初心。 在艱困的創業期間，吳招與丈夫楊丁炎不畏辛苦，胼手胝足的開創屬於自己的事業版圖，為了達成心中願景，他們省吃儉用，努力打拼，但若遇到困苦人家，絕不吝於相助並施以金援，即便忙於工作營生，對的子女品行教育仍嚴格要求，以身教、言教讓五個子女學會團結一致，要會愛人也要懂得自愛。

## 演員陣容

### 主要演員
| 演員          | 角色             | 介紹                                         |
| 楊貴媚        | 楊吳招           | 高雄五金業三大金釵之一，龍盛精密第一代老闆娘 |
| 臧芮軒 (青年) | 楊吳招           | 高雄五金業三大金釵之一，龍盛精密第一代老闆娘 |
| 檢場          | 楊丁炎           | 龍盛精密第一代老闆，楊吳招之夫               |
| 許仁 (青年)   | 楊丁炎           | 龍盛精密第一代老闆，楊吳招之夫               |
| 李佳豫        | 林明玲           | 楊順合之妻                                   |
| 李運慶        | 楊順合           | 龍盛精密第二代老闆，楊丁炎、楊吳招之獨子     |
| 朱梓豪 (童年) | 楊順合           | 龍盛精密第二代老闆，楊丁炎、楊吳招之獨子     |
| 華千涵        | 楊美英／（旁白） | 楊丁炎、楊吳招長女，李文浚之妻               |
| 王翊珊 (少年) | 楊美英／（旁白） | 楊丁炎、楊吳招長女，李文浚之妻               |
| 鄭廂婷 (童年) | 楊美英／（旁白） | 楊丁炎、楊吳招長女，李文浚之妻               |

### 次要演員
| 演員          | 角色     | 介紹                   |
| 楊烈          | 吳天賜   | 楊吳招之父             |
| 黃采儀        | 吳雪     | 楊吳招之母、吳天賜之妻 |
| 鄭平君        | 楊祿金   | 楊丁炎之父             |
| 黃錦雯        | 楊陳阿涼 | 楊丁炎之母             |
| 許瓊月        | 楊美娜   | 楊丁炎、楊吳招三女     |
| 黃子庭 (少年) | 楊美娜   | 楊丁炎、楊吳招三女     |
| 魏愉芯 (童年) | 楊美娜   | 楊丁炎、楊吳招三女     |

### 其他演員
| 演員          | 角色       | 介紹                   |
| 黃圓元        | 楊春珍     | 楊丁炎、楊吳招么女     |
| 朱薇彤 (童年) | 楊春珍     | 楊丁炎、楊吳招么女     |
| 陳怡安        | 楊春燕     | 楊丁炎、楊吳招次女     |
| 季優 (少年)   | 楊春燕     | 楊丁炎、楊吳招次女     |
| 湯謹瑄 (童年) | 楊春燕     | 楊丁炎、楊吳招次女     |
| 王上豪        | 李文浚     | 楊美英之夫             |
| 元六          | 劉松山     | 楊丁炎之好友兼工作夥伴 |
| 地球 (青年)   | 劉松山     | 楊丁炎之好友兼工作夥伴 |
| 李全忠        | 明玲父     | 林明玲之父             |
| 赫容          | 明玲母     | 林明玲之母             |
| 秀美          | 福嬸       | 雜貨店鄰居             |
| 鄭詩婷        | 吳林阿素   |                        |
| 軍妃          | 楊王連枝   |                        |
| 王瑩瑩        | 彩鳳       |                        |
| 金妍恩        | 淑琬師姊   |                        |
| 傅瓈慧        | 丁花師姊   |                        |
| 謝美伊        | 春花       |                        |
| 李振坤        | 國雄       |                        |
| 湯如涒        | 阿胖媽     |                        |
| 許桐彰        | 阿胖       |                        |
| 李威德        | 小武       |                        |
| 莊洹瑀        | 阿猴       |                        |
| 李紫妍        | 伍百荷     | 林明玲之大學好友       |
| 仙蒂          | 何曉美     | 林明玲之大學好友       |
| 李孟學        | 明玲妹     | 林明玲之妹             |
| 彭騰立 (童年) | 程安       | 楊順合、林明玲長子     |
| 朱軒誼 (童年) | 程光       | 楊順合、林明玲次子     |
| 高千千        | 加拿大師姊 |                        |

### 客串演員
| 演員   | 角色   | 介紹         |
| 陳淑芳 | 李芳子 | 林明玲之外婆 |

## 電視劇歌曲
| 曲別   | 歌名       | 演唱者 | 作詞 | 作曲   | 編曲   | 製作人 |
| 主題曲 | 疼惜這個家 | 曹雅雯 | 武雄 | 黃錫聖 | 李宗軒 | 李宗軒 |

## 天下第一招前導特輯
| 集數  | 首播日期      | 來賓                   | 主持人 |
| 全1集 | 2022年6月24日 | 臧芮軒、楊貴媚、陳秋燕 | 黃添明 |

## 天下第一招 片花影片
| 集數  | 首播日期      | 影片名稱                 | 播放頻道 |
| 全1集 | 2022年6月21日 | 天下第一招 片花 - 總論篇 | YouTube  |
| 全1集 | 2022年6月22日 | 天下第一招 片花 - 精華版 | YouTube  |
| 全1集 | 2022年6月24日 | 天下第一招 片花 - 完整版 | YouTube  |

## 工作人員列表

### 製作團隊
- 監製：顧文珊
- 督導：賈玉華、蘇淑芳、黃玟瑜
- 製作人：陳秋燕、李永忻
- 顧問：楊丁炎、楊吳招、楊順合、林明玲
- 編劇：鮑依欣
- 導演：林博生
- 片頭題字：衣雲

### 諮詢單位
- 醫療諮詢：花蓮慈濟醫院
- 語言指導：陳豐惠、林怡珊

### 幕後團隊
- 製片統籌：劉祥法
- 燈光指導：潘藝元
- 美術指導：林茂生
- 造型指導：阮瑞潔、黃寶如
- 後期指導：溫書賢
- 音樂指導：余政憲

### 製片組
- 執行製片：郭竣良
- 現場執行：郭力夫
- 外聯製片：蕭仁富
- 生活製片：邱宇軒
- 製片助理：張翊政

### 導演組
- 副導演：熊文華
- 場記：高郁鈞

### 攝影組
- 攝影師：賴仕偉
- 跟焦師：劉浩宇
- 攝影助理：郭泰辰、陳麒名
- 攝影器材：原色彩攝影器材

### 空拍組
- 空拍：楓舜影像

### 錄音組
- 成音師：黃奕瑞
- 成音助理：常思堯

### 燈光組
- 燈光師：蘇家誠
- 燈光助理：何幸祐
- 電工：劉南初

### 美術組
- 美術設計：林茂生
- 美術助理：陳建豐
- 道具師：伍俊達
- 道具助理：張心渝

### 化妝組
- 化妝師：陳桂靳、劉囿囿

### 梳妝組
- 梳妝師：詹幃理
- 梳妝助理：郭子瑜

### 服裝組
- 服裝師：李宛軒
- 服裝助理：莊昕澐

### 場務組
- 場務領班：田育麟
- 場務助理：曾芑豪
- 場務器材：宗來器材

### 後期製作
- 剪接公司：大岱影視創意股份有限公司
- 剪輯：劉怡雯
- 2D動畫：吳信樺
- 字幕：王昭明

### 音樂音效
- 配樂公司：杰瑞音樂有限公桾
- 配樂編曲：吳知穎、蔡旻樺、郭孟玫

### 影像宣傳
- 海報設計師：盧怡如
- 海報動作設計：華千涵
- 劇照師：吳雅鈴
- 花絮編導：藍雍森、王愷

### 宣傳發行
- 宣傳統籌：歐宏瑜
- 視覺宣傳：陳素芬
- 媒體宣傳：許淑媚
- 平台推廣：許薔
- 活動推廣：黃添明、陳光隆、陳穎君、黃開誼
- 宣傳企劃：詹智凱、翁詩閔、郭霈蓉、林育萱

### 製作監製
- 製作公司：秋燕傳播事業有限公司
- 監製公司：慈濟傳播人文志業基金會

## 獎項紀錄
| 年份   | 頒獎典禮           | 獎項名稱   | 入圍者 | 結果 |
| 2022年 | 第27屆亞洲電視大獎 | 最佳男配角 | 許仁   | 提名 |

## 外部連結
- 天下第一招 官方網站 （页面存档备份，存于）－大愛劇場
- 大愛劇場的Facebook專頁
- 大愛劇場搶先看的Facebook專頁
- 《天下第一招[]》-YAHOO! TV （页面存档备份，存于）